# Maryam Şahinyan
Maryam Şahinyan (arménien : Մարիամ Շահինյան), née en 1911 à Sivas (Empire ottoman) et morte le 1996 à Istanbul (Turquie), est une photographe turque d'origine arménienne, probablement la première femme photographe de studio de l'histoire de la Turquie.

## Biographie

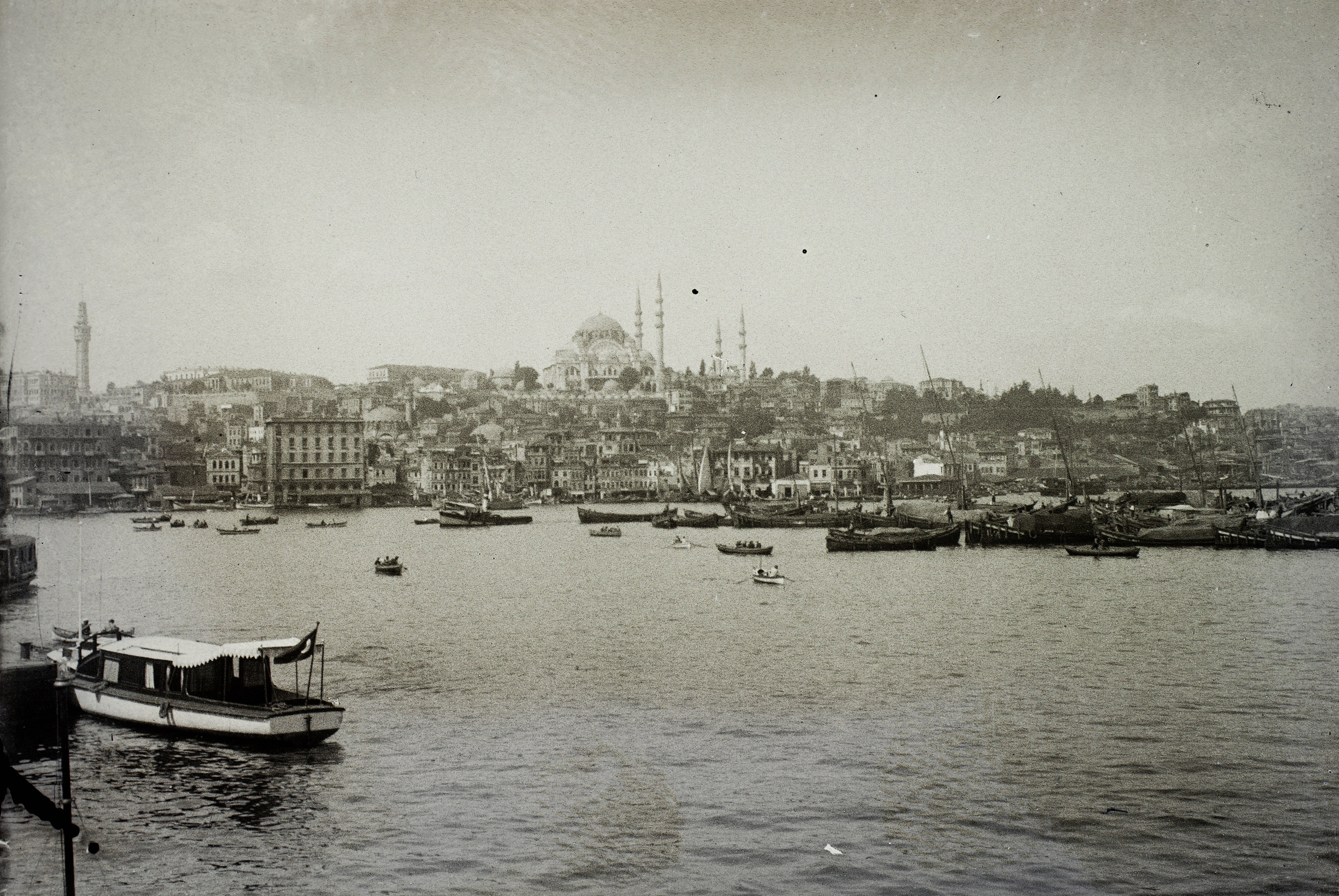
Istanbul au début des années 1930

Maryam Şahinyan naît en 1911 à Sivas dans le vilayet ottoman du même nom. Arménienne, elle est la petite-fille d'Agop Şahinyan Pacha, député dans le premier parlement ottoman de 1877. La famille est très riche et a un statut social élevé. Elle possède des terres immenses en Anatolie comprenant trente villages et les terres alentour. Mais en 1915 la politique anti-arménienne qui conduit au génocide arménien oblige toute la famille à fuir et à abandonner toutes ses richesses. Lors de la guerre d'indépendance turque, elle se réfugie à Istanbul, dans un modeste appartement du quartier d'Harbiye où vit donc Maryam, ses six frères et sœurs,.
Après la Première Guerre mondiale, la photographie quitte le monde de l'aristocratie et se popularise lentement. Non seulement, elle sert à promouvoir le kémalisme mais elle commence à être pratiquée par de plus en plus de personnes. En 1933, le père de Maryam, Mihran Şahinyan trouve un emploi de photographe au studio Foto Galatasaray. La situation financière de la famille est très difficile et la mort de la mère, Dikranuhi Şahinyan, en 1936 la rend encore plus précaire. Maryam Sahinyan, qui étudie alors au lycée français privé Sainte-Pulchérie décide d'abandonner ses études pour aider son père au studio. En 1937, elle prend en main la direction du studio. Femme photographe, elle séduit une clientèle féminine tout en gérant efficacement la société. Elle travaille énormément et passe sa vie au studio jusqu'en 1985, lorsqu'elle prend sa retraite. Elle meurt onze ans plus tard à Istanbul et est enterrée au cimetière arménien de Sisli (en).  Elle est considérée comme la première femme photographe de studio en Turquie.  

## Analyse
Lorsqu'elle commence la photographie Maryam Şahinyan reçoit de son père un vieil appareil photographique en bois, des plaques de verre et des plans films auxquels elle restera fidèle jusqu'à sa retraite et qu'elle développait elle-même. Ce faisant, en refusant les évolutions techniques comme la couleur de la photographique elle crée une œuvre très cohérente, riche de plus de 200 000 photographies. Ce choix technique va de pair avec des choix esthétiques qui ne varient pas durant toute sa carrière. Elle travaille beaucoup pour les étrangers qui voyagent à Istanbul et pour des Arméniens installés dans la capitale. Elle attire aussi une clientèle féminine ; le ratio entre les hommes et les femmes est de un pour dix en faveur de celles-ci. Le studio est aussi fréquenté par les classes moyennes et pauvres. Le travail de Maryam Şahinyan qui s'étend sur cinquante ans permet de voir les évolutions de cette population et plus largement celles d'Istanbul.
Le fonds de photographie de Maryam Sahinyan, qui a fait l'objet d'expositions, est exceptionnel. Il est le seul inventaire complet des studios de photographe installés à Istanbul et l'un des rares à posséder un ensemble important et cohérent de plaques de verre photosensibles.